# Rylan Clark
Rylan Clark, né le 25 octobre 1988 à Londres, est un mannequin, acteur, personnalité de télévision, animateur de télévision britannique.

## Biographie

### Carrière
En 2011, il passe les auditions pour participer à l'émission The X Factor. Son exposition médiatique génère la sympathie du public mais également des réactions de haine et des menaces de mort.
En 2013, il est vainqueur de la onzième saison de Celebrity Big Brother.
En 2016, il présente l'émission This Morning sur ITV avec son mari Dan Neal, représentant le premier couple gay à présenter cette matinale télévisée du Royaume-Uni.
Il devient commentateur de la diffusion britannique des Concours Eurovision de la chanson 2018, Concours Eurovision de la chanson 2019, Concours Eurovision de la chanson 2020. Il reprend cette fonction pour le Concours Eurovision de la chanson 2023.
Il crée en 2023 une émission en podcast pour la BBC intitulée How to be a Man.
En 2025 , il apparaît pour interpréter son propre rôle dans la série de science fiction Doctor Who.

### Vie privée
Ouvertement homosexuel, Rylan Clark a témoigné avoir été la cible d'insultes homophobes sur la voie publique.
Il a épousé son compagnon Dan Neal en 2015. Ils se sont séparés en 2021.